# Cytisus leiocarpus
Cytisus leiocarpus är en ärtväxtart som beskrevs av Anton Joseph Kerner. Cytisus leiocarpus ingår i släktet kvastginster, och familjen ärtväxter. Inga underarter finns listade i Catalogue of Life.